# Leucania punctifera
Leucania punctifera là một loài bướm đêm trong họ Noctuidae.